# Iveco Powerstar
L'Iveco Powerstar è un autocarro e trattore stradale prodotto da Iveco in Australia (da Iveco Trucks Australia, ex International Harvester Company of America) e Brasile, destinato soprattutto al traino dei semirimorchi dei road train, in produzione dal 1999.
Nella classica configurazione a "cabina arretrata", tipica dei mercati oltre oceano, è stato presentato, nella sua ultima versione, al salone di Brisbane nel 2005.
È disponibile in tre versioni (6300, 6700 e 7700), tutte con trazione 6 × 4, ed è equipaggiato sia con motori Cursor 10 e 13 da 550 e 405 cv che con motori Cummins, Caterpillar, Detroit Diesel e FPT industrial. Ha un cambio automatico Eurotronic 2, due varianti di cabine e lunghezze del telaio tra i 7.440 e gli 8.020 mm.

## Iveco Strator

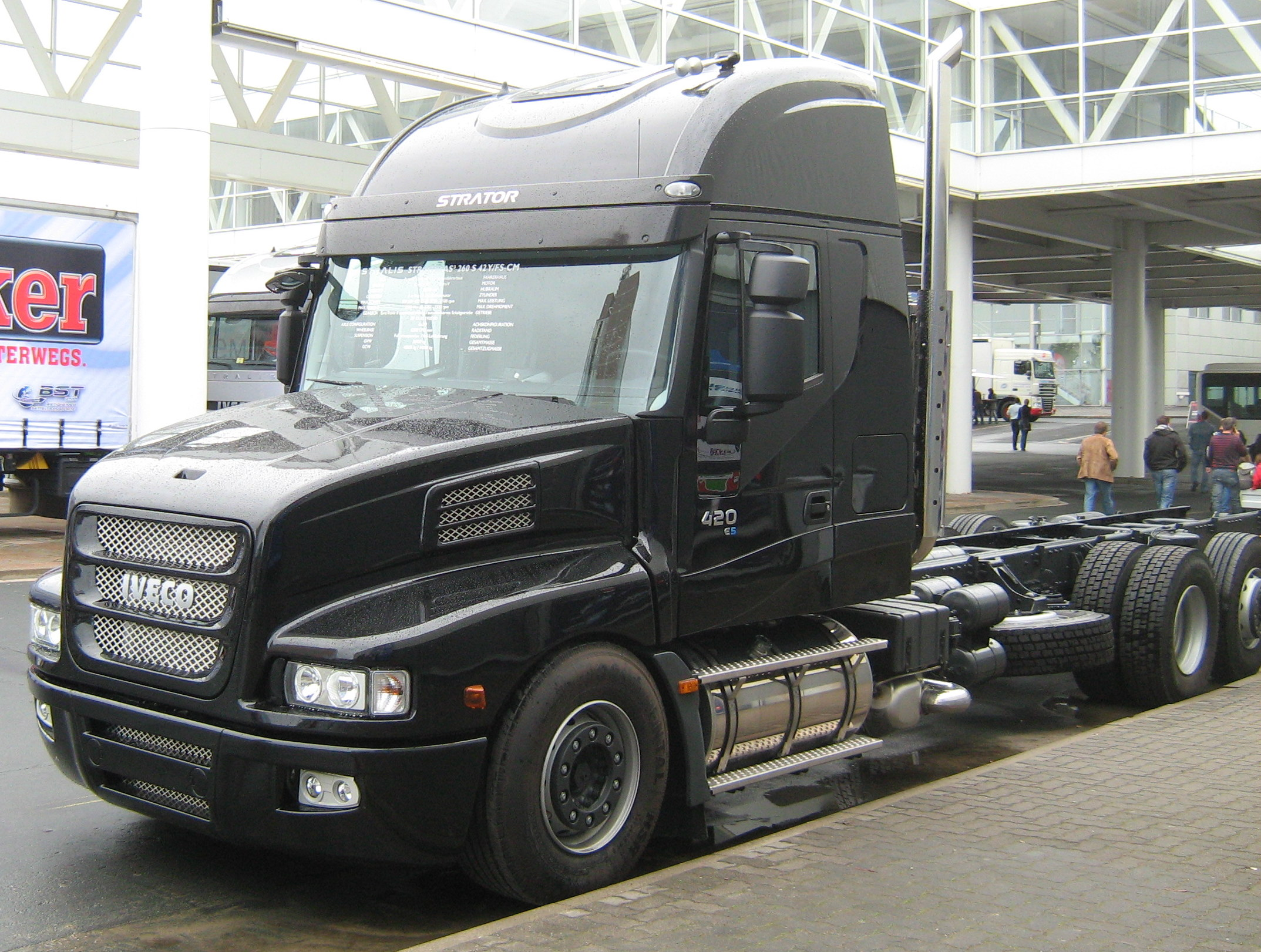
Iveco Strator

L'Iveco Strator è una versione europea del PowerStar che viene prodotta nei Paesi Bassi. Questi autocarri sono versioni modificate degli Iveco Stralis, riprogettate secondo le norme di sicurezza europee. Tra lo Strator ed il PowerStar ci sono delle piccole differenze estetiche. Lo Strator è l'unico trattore stradale della Iveco attualmente in vendita in Europa che abbia la cabina arretrata rispetto al motore. 

## Attività sportiva
Il PowerStar ha vinto tre edizioni del Rally Dakar: nel 2012 e 2016 con Gérard de Rooy e nel 2023 con Janus van Kasteren.